# Lichtenau, Westfalen
Lichtenau, Westfalen är en stad i Kreis Paderborn i Regierungsbezirk Detmold i förbundslandet Nordrhein-Westfalen i Tyskland.